# 오영환 (군인)
오영환(吳榮煥, 1924년 6월 18일~2007년 10월 4일)은 대한민국의 군인이다.
1950년 육군 소위로 임관하였으며, 13년 후 1963년 육군 중령으로 예편하였는데, 그의 한국 전쟁 시절의 공적은 훗날 대한민국 전쟁기념관에 헌액되었다.
부인은 김숙자 여사이며, 여동생 오필환 여사는 예비역 육군 준장 박영석 장군의 부인인데 바로 매제 박영석 장군의 친아우가 예비역 육군 준장 출신의 시인 겸 군사평론가 박경석이다. 바로 이 예비역 육군 준장 박경석 장군이 예비역 육군 중령 오영환 선생에게 육군종합학교 후배이자 친인척 사돈간이기도 하다.
1924년 6월 18일 황해도 벽성군 월록면 상림리에서 출생한 오영환(吳榮煥) 선생은 1943년 황해도 해주동공립중학교를 졸업하고 해주세무서와 일본 요코스카의 가봉주식회사에서 잠시 근무하였다.
1945년 조국의 광복으로 인하여 일본에서 영구 귀국한 그는 6·25전쟁 발발 직후인 1950년 9월 12일 육군에 입대하여 육군종합학교 출신 육군 소위(군번 201637)로 임관하였다. 제1사단 15연대에 배속된 그는 1952년 8월 19일 제10중대 선임장교 겸 소대장으로 보임되어 복무하던 중 1953년 4월 경기도 연천의 박고지전투에 참여해 빛나는 전공을 수립하였다. 그는 전쟁기간 동안의 공로로 1952년 11월 18일 화랑무공훈장을 수여받은 데 이어 1953년 9월 25일 을지무공훈장을 수여받았다.
1953년 7.27 휴전이 체결된 후 육군본부 민사군정감실 징발장교로 복무하던 그는 1963년 3월 1일 육군 중령으로 진급과 동시에 육군본부 민사군정차감 직책에 보임되었으며, 1963년 9월 30일을 기하여 예편하였다.

## 1952년 육이오 한국 전쟁 2년차 시절 그의 공적
육군 준장 김동빈(金東斌) 장군이 지휘한 육군 제1사단은 1952년 10월에 미 제3사단으로부터 임진강의 양안에 걸친 미 제1군단의 중앙우익전선을 인수한 뒤로, 당면의 중공 제39군 및 제47군과 더불어 임진강 서안의 니키와 테시, 그리고 노리와 베티 등의 고지에서 혈전을 치르고 교착상태에서 겨울을 넘기게 되었다.
1953년에 들어서도 이와 같은 대치상태가 계속되었는데, 6월에 이르러 휴전을 겨냥한 적의 집요한 공격으로 인해 쟁탈의 불씨가 임진강 동안의 퀸고지(Gueen高地)와 박고지(朴高地)로 옮겨가게 됨으로써 다시 한번 격전을 벌이게 되었다.
1952년 10월 1일 제1사단은 제임스타운(Jamestown)선 상의 주진지를 담당하고 있던 미 제3사단의 작전임무를 인수하였다. 이에 따라 소대장 오영환(吳榮煥) 중위가 소속되어 있는 김진위(金振暐) 대령의 제15연대는 사단 좌일선에 배치되었고, 소대장 오영환 중위가 지휘하는 제3대대 10중대는 대대 중앙 제1선에 배치되었다. 다시 말해 제3대대는 임진강 남안의 209고지 북쪽 능선에서 199고지, 그리고 서울 신촌을 연하는 이 일대에 주진지를 점령한 것이다. 특히 대대정면에는 고양대(高陽垈)의 동북으로 뻗은 능선상의 표고 150m 내외의 니키(Nickie)와 테시(Tessie)고지가 자리잡고 있었으며, 이 전진진지에는 연대 수색중대의 2개 소대가 각각 확보하고 있었다.
제15연대 정면에는 중공군 제39군 예하 제116사단이 배치되어 있었으며, 이들은 315고지인 마량산(馬糧山)에다 주거점(主據點)을 형성하고 아군을 감제하는 한편, 아군의 교두보 역할을 하고 있는 노리(Nori)고지와 니키 그리고 테시고지를 탈취할 목적에서 호시탐탐 침공의 기회만 엿보고 있었다.
10월 6일 판문점에서의 휴전회담이 포로 교환 관련 등의 문제로 아직도 교착상태를 벗어나지 못하고 결렬단계에 이르자, 적은 상투적인 수법으로 이날 일몰시기를 이용해 전 전선에서 일제히 공세를 취해 왔는데, 이것이 바로 공산군의 추계공세였다. 즉, 수도사단 정면의 수도고지와 지형능선, 제6사단 정면의 각 고지, 그리고 제9사단 정면의 백마고지 등에 대한 공세에 뒤이어서 그들은 제15연대 주진지에도 포격을 집중하기 시작하였던 것이다.
이렇게 연대 전 정면에 걸쳐서 포격을 계속하고 있던 적은 아군의 제압사격에도 불구하고 열도를 더하다가 19시경부터는 제3대대의 주진지와 니키와 테시고지로 포화를 집중하기 시작하였다. 고양대에서 동북으로 뻗은 능선상의 조그마한 봉우리인 니키와 테시고지는 삽시간에 교통호와 산병호가 무너지고 화염과 초연에 휩싸이고 말았다. 중대관측소와 제3대대 관측소 사이에 가설되었던 유선망도 산산이 끊어져 통신마저 완전히 두절되고 말았다. 이토록 집중포격을 가하고 난 적군들은 그 날 19시 55분 경에 중공 제116사단 예하 제348연대의 1개 대대병력을 투입시켜 왔다. 그리고 적은 니키와 테시고지를 3면에서 포위하고 급습해왔다. 그러자 이곳에 배치되어 있던 연대 수색중대의 제1소대와 제3소대 장병들은 적의 침공을 격퇴하기 위해 결사적인 혈전을 전개했으나 수적으로 우세한 적은 끝내 니키와 테시고지를 수중에 넣고 말았다. 이에 연대장 김진위 육군 대령은 연대에 배속되어 있던 사단 수색중대와 연대 수색중대의 1개 소대병력으로서 즉각 니키와 테시고지에 대한 역습을 감행시켰다. 사단 수색중대장 정석엽(張錫燁) 대위 지휘하에 역습에 나선 중대는 여러 차례에 걸쳐 돌격전을 감행했었지만, 적의 완강한 저항과 무차별한 진내 사격을 아무런 진전을 보지 못한 채 물러서고 말았다. 그러자 연대장은 사단장의 지시에 따라 증원된 제11연대 10중대를 제13대대에 배속시키는 동시에 제3대대를 중앙 제1선에 배치하고, 이곳에 배치되어 있던 소대장 오영환 중위 지휘하의 제10중대에게 니키와 테시고지에 대한 역습을 감행할 것을 명령하였다. 제11연대 10중대 2소대에 진지를 인계한 제1소대장 오영환 중위는 10월 7일 14시 30분에 209고지 동북쪽 임진강변으로 진출하였다. 그리고 제1소대를 무명고지의 사단 수색중대로, 제2소대와 제3소대를 105고지의 연대 수색중대로 각각 증원하고 난 오 중위는 즉시 니키와 태시고지에 대한 역습을 감행하였으나, 적의 집요한 저항으로 진전을 보지 못하였다. 이날 밤, 사단 수색중대와 연대 수색중대로부터 역습임무를 완전히 인수받은 오 중위는 다음날에 감행할 공격준비에 착수하였다. 오영환 중위는 공격을 앞두고 대원들을 일일이 격려하였다. 10월 8일 02시 30분, 중대는 오 중위를 선두로 니키고지를 공격하기 위해 공격개시선을 출발하였다. 초가을의 새벽 공기는 아직도 냉랭했지만 돌격에 나선 대원들은 찬이슬에 젖은 전진(戰塵)을 밟으며 한 걸음 한 걸음 앞으로 나갔다. 이때 동측방으로 우회하고 있던 제3소대가 적의 잠복조와 충돌, 피아간의 총성이 갑자기 고요했던 새벽 공기를 뒤흔들어 놓기 시작하였다. 이렇게 적에게 발견된 중대는 즉각 오 중위이 지휘하에 약진을 거듭하여 6부 능선상의 적의 경계진지를 일격에 격파하고 계속 니키고지 정상으로 돌진하였다. 그러나 8부 능선에 형성된 적의 화력거점에서는 모든 자동화기가 불을 뿜어댔고, 산병호에 배치되어 있던 적병들은 방망이수류탄을 계속 던지면서 중대의 공격을 필사적으로 저지하였다. 그러자 중대장 오영환 중위는 돌격을 명령하고 대의 선두에서 전직으로 돌진하였으며, 뒤를 따르던 병사들도 수류탄을 투척하면서 적진으로 돌진하였다. 음력 8월 20일 밤의 음산한 달빛 속의 니키고지 일대는 순식간에 도륙의 혈전장으로 바뀌고 말았다. 이 순간, 동남쪽 능선 배사면(背斜面)으로부터 2개 소대규모의 적병이 공격을 가해왔다. 이에 배면(背面)을 위협받게 된 중대는 오 중위의 명령에 따라 6부 능선상의 차폐점까지 후퇴하여 사격전으로 적의 반격을 저지하였다. 이때 중대장 손명진(孫明珍) 육군 대위가 이끄는 제17포병대대와 제1박격포중대의 돌격지원사격이 시작되었고, 이를 계기로 오 중위는 즉시 돌격을 재개하였다. 그러나 아군의 포격 못지 않게 적도 치열한 탄막사격(彈幕射擊)을 가해와 혈전을 계속하던 중대는 또다시 진전을 보지 못한 채, 6부 능선으로 후퇴하고 말았다. 하지만 소대장 오 중위는 니키고지 정상을 탈환할 때까지 끊임없이 돌격전을 계속하겠다는 신념을 부하장병들에게 보였다. 한편 제3대대 관측소에서 작전지휘를 하고 있던 연대장은 제10중대가 다시 후퇴하는 것을 보자 적의 화력을 완전 제압한 후 니키고지를 탈취할 것을 결심하고 포병의 제압사격과 공중지원을 요청하는 한편, 전차의 효율적인 근접지원을 사단장에게 건의하였다. 이에 따라 전·포·공(戰砲空)의 제압사격이 니키고지로 집중되었다. 지축이 뒤흔들리는 굉음과 함께 니키고지는 화염과 초연에 휩싸였다. 6부 능선에서 공격준비를 갖추고 있던 오 중위는 이 기회에 정상을 탈취하기로 결심하고 중대에 돌격명령을 내렸다. 중대는 일제히 약진하여 8부 능선을 일격에 돌진, 적진으로 뛰어들어 백병전을 전개하기 시작하였다. 그러나 적의 무차별한 진내 사격으로 뜻하지 않게 많은 사상자가 속출하자 중대는 다시 6부 능선으로 물러났다. 이에 오영환 중위는 주력의 정면공격은 많은 손실만 가중된다는 것을 인식하고 주력공격 대신 특공대를 편성하여 적의 화력거점을 격파하기로 결심하였다. 12명의 병사들이 특공대를 자원하고 나섰다. 오 중위는 특공대를 급편한 뒤 자신이 직접 대의 선두에 서서 적진으로 돌진하였다. 특공대는 연막으로 가려진 상황하에서 산병선으로 육박하여 일제히 수류탄을 투척하며 적이 저항할 틈을 주지 않은 채, 1개 소대규모의 적을 격파하고 다시 화력거점으로 돌진하였다. 이러한 특공대의 급습에 당황한 적은 미친 듯이 기관총 사격을 가했으나, 이미 생사를 초월한 오 중위와 특공대원들은 비호처럼 차폐점으로 약진하여 거점 부근의 사각점(死角點)으로 돌입하였다. 오 중위는 즉시 적의 화력거점 총안(銃眼)으로 3개의 수류탄을 집어넣었다. 지축을 흔드는 폭음과 함께 적의 기관총 사격도 멈추고 말았다. 그에 사기가 오른 특공대원들은 나머지 화력까지 일거에 격파하고 정상으로 돌진해 올라갔다. 노도처럼 적진으로 돌입한 대원들은 수류탄으로 적을 제압하면서 처절한 혈전을 전개하였다. 고지 정상에서는 백병전이 계속되었다. 생사를 초월한 오영환 중위와 특공대원들의 용감한 투지 앞에 완전히 압도된 적은 고지를 포기하고 테시고지 방면으로 도주하기 시작하였고, 마침내 특공대는 고지 정상의 주인공이 되었다. 이후에도 니키고지에 대한 적의 반격은 계속되어 10월 9일까지 여러 차례의 혈전이 반복되었다. 그러나 오영환 중위를 비롯한 제10중대원들은 끝까지 불굴의 투지를 발휘하여 고지를 사수하는 전공을 세웠으며, 소대장인 오영환 중위는 이러한 전공으로 충무무공훈장을 수여받을 수 있었으며 같은 해 1952년 당시 29세의 나이로 육군 대위 진급 및 선임장교 겸 중대장 직책 보임된 전력이 있다.